# 清源街道 (泉州市)
清源街道是中华人民共和国福建省泉州市丰泽区下辖的一个街道。

## 行政区划
清源街道办事处驻普明社区。清源街道共辖10个社区，分别是：
普明社区、北门社区、西门社区、城口社区、西宝社区、环清社区、环山社区、田边社区、后茂社区、清源社区。